# مارك تومسون (سياسي أمريكي)
مارك تومسون (بالإنجليزية: Mark Thompson)‏ هو سياسي أمريكي، ولد في 4 فبراير 1960. انتخب عضو مجلس نواب مينيسوتا.